# Tschechoslowakische Badmintonmeisterschaft
Badminton-Meisterschaften der ČSSR in den Einzeldisziplinen wurden von 1961 an bis zum Ende des Bestehens der gemeinsamen Republik von Tschechen und Slowaken ausgetragen. Die Austragung von Juniorenmeisterschaften begann 1965 und die Austragung von Mannschaftsmeisterschaften 1964. Als internationale Titelkämpfe der ČSSR wurden die Czechoslovakian International durchgeführt. Die Meisterschaft fand in beiden Staaten mit den tschechischen und slowakischen Meisterschaften ihre Fortsetzung.

## Die Titelträger
| Saison | Herreneinzel     | Dameneinzel         | Herrendoppel                     | Damendoppel                           | Mixed                                 |
| ------ | ---------------- | ------------------- | -------------------------------- | ------------------------------------- | ------------------------------------- |
| 1961   | Petr Lacina      | Alena Řezníčková    | Petr Lacina Jaroslav Houska      | Naďa Benešová Jiřina Krappelová       | Petr Lacina Naďa Benešová             |
| 1962   | Petr Lacina      | Naďa Benešová       | Petr Lacina Alois Patěk          | Naďa Benešová Ivana Houfová           | Petr Lacina Naďa Benešová             |
| 1963   | Alois Patěk      | Jiřina Krappelová   | Milan Kabátník Jiří Lacina       | Naďa Benešová Ivana Houfová           | Petr Lacina Naďa Benešová             |
| 1964   | Vladimír Zrno    | Naďa Benešová       | nicht ausgetragen                | nicht ausgetragen                     | nicht ausgetragen                     |
| 1965   | Vladimír Zrno    | Irena Červenková    | Ivan Bareš Alois Patěk           | Irena Červenková Jiřina Krappelová    | Vladimír Zrno Alena Mládková          |
| 1966   | Vladimír Zrno    | Irena Červenková    | Ivan Bareš Alois Patěk           | Irena Červenková Věra Peřinová        | Jiří Král Naďa Benešová               |
| 1967   | Petr Lacina      | Věra Peřinová       | Ivan Bareš Alois Patěk           | Irena Červenková Věra Peřinová        | Alois Patěk Věra Peřinová             |
| 1968   | Jiří Král        | Věra Peřinová       | Petr Lacina Jiří Král            | Jitka Čejková Věra Peřinová           | Alois Patěk Věra Peřinová             |
| 1969   | Petr Lacina      | Věra Peřinová       | Ivan Bareš Alois Patěk           | Irena Pátková Věra Peřinová           | Alois Patěk Věra Peřinová             |
| 1970   | Ladislav Šrámek  | Irena Pátková       | Ivan Bareš Alois Patěk           | Irena Pátková Danuše Povolná          | Ivan Bareš Jitka Čejková              |
| 1971   | Petr Lacina      | Irena Pátková       | Petr Lacina Ladislav Šrámek      | Alena Poboráková Danuše Povolná       | Ladislav Šrámek Alena Poboráková      |
| 1972   | Miroslav Kokojan | Irena Pátková       | Ivan Bareš Alois Patěk           | Irena Pátková Jaroslava Krahulcová    | Alois Patěk Jaroslava Krahulcová      |
| 1973   | Petr Lacina      | Alena Poboráková    | Petr Lacina Ladislav Šrámek      | Irena Pátková Jaroslava Krahulcová    | Zbyněk Schwarz Irena Pátková          |
| 1974   | Petr Lacina      | Alena Poboráková    | Petr Lacina Ladislav Šrámek      | Alena Poboráková Jaroslava Krahulcová | Konstantin Holobradý Alena Poboráková |
| 1975   | Miroslav Kokojan | Alena Poboráková    | Jaroslav Kozák Ľubomír Tetur     | Alena Poboráková Jaroslava Semecká    | Ladislav Šrámek Jaroslava Semecká     |
| 1976   | Petr Lacina      | Jiřína Hubertová    | Miroslav Kokojan Karel Lakomý    | Alena Poboráková Taťána Pravdová      | Petr Lacina Taťána Pravdová           |
| 1977   | Miroslav Kokojan | Taťána Pravdová     | Petr Lacina Konstantin Holobradý | Zuzana Valečková Milena Hamralová     | Michal Malý Zuzana Valečková          |
| 1978   | Ladislav Šrámek  | Taťána Pravdová     | Ladislav Šrámek Miroslav Šrámek  | Alena Nejedlová Milena Hamralová      | Ladislav Šrámek Jiřína Hubertová      |
| 1979   | Juraj Lenárt     | Jiřína Hubertová    | Ladislav Šrámek Miroslav Šrámek  | Alena Nejedlová Dagmar Benická        | Ladislav Šrámek Jiřína Hubertová      |
| 1980   | Michal Malý      | Jiřína Hubertová    | Michal Malý Karel Lakomý         | Alena Poboráková Taťána Šrámková      | Michal Malý Alena Nejedlová           |
| 1981   | Michal Malý      | Alena Nejedlová     | Michal Malý Karel Lakomý         | Alena Nejedlová Zuzana Urbánková      | Miroslav Šrámek Taťána Šrámková       |
| 1982   | Michal Malý      | Alena Nejedlová     | Michal Malý Karel Lakomý         | Alena Nejedlová Zuzana Urbánková      | Karel Lakomý Zuzana Urbánková         |
| 1983   | Michal Malý      | Zuzana Urbánková    | Michal Malý Karel Lakomý         | Jaroslava Balcarová Zuzana Urbánková  | Miroslav Šrámek Taťána Šrámková       |
| 1984   | Michal Malý      | Jaroslava Balcarová | Miroslav Šrámek Richard Hobzik   | Jaroslava Balcarová Taťána Šrámková   | Michal Malý Dana Malá                 |
| 1985   | Michal Malý      | Jitka Lacinová      | Michal Malý Karel Lakomý         | Jaroslava Balcarová Taťána Šrámková   | Michal Malý Dana Malá                 |
| 1986   | Miroslav Šrámek  | Jaroslava Balcarová | Miroslav Šrámek Tomasz Mendrek   | Jitka Lacinová Jaroslava Balcarová    | Miroslav Šrámek Jaroslava Balcarová   |
| 1987   | Michal Malý      | Jaroslava Balcarová | Michal Malý Petr Koukal          | Jitka Lacinová Eva Lacinová           | Michal Malý Dana Malá                 |
| 1988   | Michal Malý      | Jitka Lacinová      | Tomasz Mendrek Jiří Dufek        | Jitka Lacinová Eva Lacinová           | Tomasz Mendrek Jitka Lacinová         |
| 1989   | Michal Malý      | Adela Šimurková     | Tomasz Mendrek Jiří Dufek        | Adela Šimurková Eva Lacinová          | Zdeněk Musil Adela Šimurková          |
| 1990   | Tomasz Mendrek   | Adela Šimurková     | Tomasz Mendrek Jiří Dufek        | Jitka Lacinová Eva Lacinová           | Radek Svoboda Jana Smetanová          |
| 1991   | Tomasz Mendrek   | Jitka Lacinová      | Tomasz Mendrek Jiří Dufek        | Jitka Lacinová Petra Hlubučková       | Zdeněk Musil Jitka Lacinová           |
| 1992   | Tomasz Mendrek   | Eva Lacinová        | Jan Jurka Radek Gregor           | Ludmila Šimáková Alena Horáková       | Daniel Gaspar Adela Zimmerová         |